# Ohio Company
L'Ohio Company, de son ancien nom Ohio Company of Virginia, était une compagnie de spéculation foncière organisée pour la colonisation anglaise de la Vallée de l'Ohio. Les activités de la compagnie contribuèrent à déclencher la guerre de Sept Ans.

## Formation
Au XVIIIe siècle, la vallée de la rivière Ohio, région à l'Ouest des Appalaches faiblement peuplée par les Indiens d'Amérique, est considérée, au sein de l'Empire britannique, comme une source de richesse potentielle.
Dans les années 1740, des hommes d'affaires britanniques et irlandais tels que George Croghan et William Trent prospectent la région et entrent en concurrence avec les marchands français dans le commerce lucratif des fourrures. La région de l'Ohio est considérée par les spéculateurs comme un lieu d'opportunité où les terres peuvent être acquises et ensuite revendues à des immigrés.
En 1747, des hommes influents organisent l'Ohio Company of Virginia afin de capitaliser ces opportunités. Elle est composée de Virginiens, tel que Thomas Lee, le président, Nathaniel Chapman, trésorier (1709 – 1760), John Mercer, secrétaire général et avocat-conseil, le fils de John, George Mercer agent de la société en Angleterre, John Hanbury III, un riche marchand de Londres, deux des frères de George Washington, Lawrence Washington (qui succède à Lee à la tête de la compagnie) et Augustine Washington, Jr.; mais aussi d'Anglais, comme  le duc de Bedford; le gouverneur de Virginie Robert Dinwiddie, et John Hanbury.
Un groupe de spéculateurs rival de Virginie, la Loyal Company, est organisé dans le même temps. Il inclut des Virginiens influents tels que Thomas Walker et Peter Jefferson (père de Thomas Jefferson).
En 1748, la Couronne britannique accède à la requête de l'Ohio Company of Virginia pour une concession de 200 000 hectares (800 km2) près des fourches de l'Ohio (l'actuelle Pittsburgh, Pennsylvanie).
En juillet 1749, le gouverneur et le conseil de Virginie attribuent la concession à condition qu'en sept ans, la société installe 100 familles dans la région et érige un fort pour les protéger, eux et les revendications britanniques sur la région. Une deuxième condition est d'établir un commerce régulier avec les Indiens d'Amérique, afin de maintenir des relations amicales avec eux.

## La guerre de sept ans
En 1750, l'Ohio Company embauche Christopher Gist, un bûcheron et arpenteur, pour explorer la vallée de l'Ohio afin d'identifier les terres pour une potentielle colonie.
Gist voyage loin à l'ouest, près de Pickawillany (près de Piqua (Ohio)), village de la tribu indienne des Miami. Sur la base de son rapport, l'Ohio company s'installe dans une zone dans l'Ouest de la Pennsylvanie et l'actuelle Virginie-Occidentale. En 1752, la société dispose d'un territoire entre les postes fortifiés à Wills Creek (Cumberland (Maryland)), et à Redstone Creek (Brownsville (Pennsylvanie)), créé en 1750.
La vallée de l'Ohio est aussi revendiquée par la France, comme faisant partie du territoire de la Nouvelle-France. Les Français sont très intéressés par la région, car le climat plus doux et les sols plus fertiles attireraient davantage les colons français que les hivers froids et les sols arides du Canada français. En outre, le bassin hydrographique de la rivière Ohio permet un lien vital entre le Canada et la Louisiane française.
Aussi, les Français désapprouvent l'activité des Britanniques dans la région.
Pour prévenir l'expansion britannique, en 1753 les Français commencent la construction d'une série de forts dans la vallée de l'Ohio. Robert Dinwiddie, gouverneur de la Virginie mais aussi actionnaire de la Ohio Company, réagit par l'envoi dans la région d'une unité militaire sous le commandement de George Washington, ce qui conduit au déclenchement de la guerre de Sept Ans.
La guerre et une de ses conséquences, la rébellion de Pontiac, empêche la Ohio Company de s'acquitter de son obligation d'établir des colonies